# Liste von Automuseen in den Niederlanden

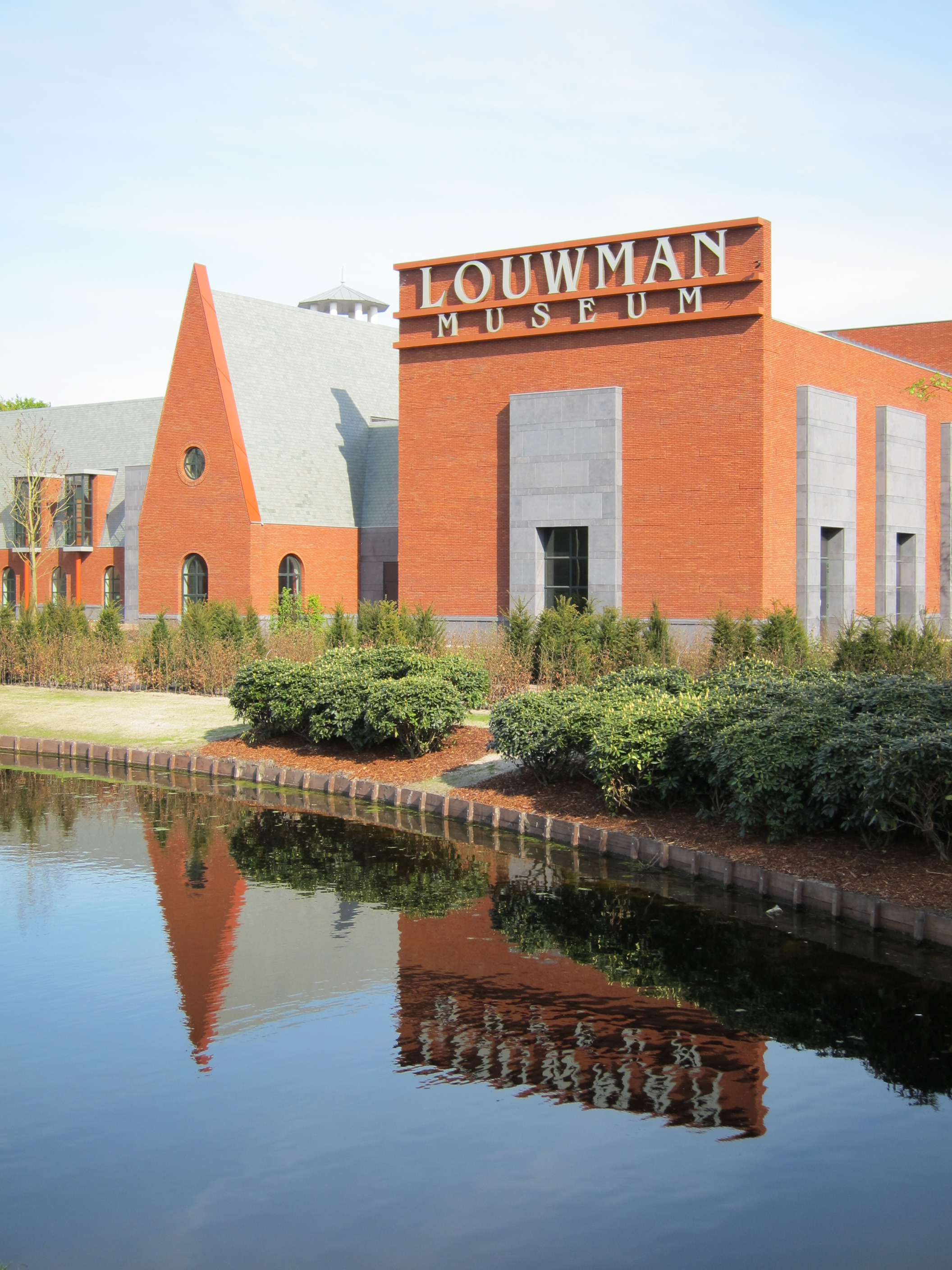
Louwman Collection in Den Haag

Die Automuseen in den Niederlanden sind üblicherweise ganzjährig geöffnet. Darunter befinden sich große öffentliche Museen mit festen Öffnungszeiten ebenso wie kleine Privatsammlungen, die teilweise nur nach Vereinbarung geöffnet sind. 

## Tabellarische Übersicht
Die Tabelle ist absteigend nach der Anzahl der ausgestellten Personenkraftwagen sortiert, und bei gleicher Anzahl alphabetisch aufsteigend nach Ort. In der Spalte Stand ist das Jahr angegeben, auf das sich die Angaben Anzahl ausgestellter Pkw und Besondere Pkw beziehen. Die Auflistung in der Spalte Besondere Pkw erfolgt alphabetisch.
| Name des Museums                   | Ort                        | Beschreibung                                                 | Anzahl ausgestellter Pkw | Stand | Besondere Pkw |
| ---------------------------------- | -------------------------- | ------------------------------------------------------------ | ------------------------ | ----- | --- |
| Louwman Collection                 | Den Haag                   | Autos                                                        | 275                      | 2023  | Bambino, Breguet, Briggs & Stratton, Brooke 25/30 HP Swancar, Buffum Four Cylinder Stanhope, Duesenberg SJ, Eysink 10/12 HK, Frisky Family Three, Georges Roy, Hanomag 2/10 PS, Holsman Highwheeler, Inter Kabinenroller, La Nef, LSD, Maserati Medici, Opel 6/14 PS, Owen Magnetic, Peugeot Typ 6, Typ 31, Typ 126 und VLV, Renault Type C, Type DP und Type JP, Rovin D 4, Sbarro Challenge, Simplex 1916, Sizaire Frères 4 RI, Sizaire-Naudin, Spyker 7 HK, 12/16 HK, 13/30 HK, 14/18 HK, 15/22 HK, 18 HK, 30/40 HK und 60 HP, Tamplin und Woods Dual Power 1917 |
| Classic Park Boxtel                | Boxtel                     | Autos                                                        | 107                      | 2017  | Amphicar 770, Donnet-Zedel, Hall 1915, Isotta Fraschini Tipo 8 A 1929, Lamborghini Espada, Maserati Quattroporte III, Peugeot 201 und Vauxhall Velox 1949 |
| Dutch Corvette Collection          | Wezep                      | Chevrolet Corvette                                           | 73                       | 2014  | Chevrolet Corvette C 1, Corvette C 2, Corvette C 3, Corvette C 4, Corvette C 5 und Corvette C 6 |
| Nederland Opel-Museum              | Tijnje                     | Autos, Schwerpunkt Opel                                      | 72                       | 2014  | Borgward Isabella, Chevrolet Impala, DAF 55, Ford Mustang, Admiral, Ascona B, Opel Commodore, Corsa A, Kadett (A, B, C, D), Kapitän, Manta, Monza, Olympia, Olympia Rekord, Opel Rekord (A, B, C, D, E), Senator und Super 6, Vauxhall Cresta und Vauxhall Victor |
| DAF Museum                         | Eindhoven                  | Werksmuseum, Autos und Nutzfahrzeuge der Marke DAF           | 69                       | 2014  | DAF 33, 44, 55, 66, 600, 750 und Prototypen, Kalmar, Volvo 66 und 345 |
| Autosalon Doornhoek                | Zijtaart                   | Autos                                                        | 64                       | 2014  | AC 2-Litre, Austin 7, Austin-Healey 3000, Bourguignonne, Citroën C 4, DAF 33, 44, 46, 55, 66 und 600, Mathis, MG B, Morris Minor, Packard Clipper, Renault Primaquatre (Type ACL 2), Rolls-Royce Silver Shadow, Saab 96, Trabant 601 und Volvo 66 |
| Carel Wüst Museum                  | Dordrecht                  | Autos                                                        | 56                       | 2017  | Brasier, DAF 33, De Dion-Bouton Typ 120, Ford Thunderbird, Peugeot Typ 177 M, Renault Monaquatre und Novaquatre (Type BDJ 1) und Wolseley 16/60 |
| Automuseum Schagen                 | Schagen                    | Autos                                                        | 49                       | 2014  | Adler Trumpf Junior, Austin-Healey Sprite, DAF 33, 44, 46, 55, 66 und 600, DKW F 7, Honda N600, MG A, Morris Minor, Moskwitsch-401, Peugeot 201 B, Reliant Robin, Renault 4 CV, Rolls-Royce Phantom III, Rover P 4, Trabant 601, Trojan 200, Velorex, Volvo P 1800 und VW Karmann-Ghia |
| Histo-Mobil Auto-Museum            | Giethoorn                  | Autos und Motorräder                                         | 22                       | 2014  | Austin A30, BMW Isetta, Bond Equipe, DAF 33, Goggomobil, Opel Kadett B, Peugeot 201, Renault Type KZ 2, Rover P 5, Trabant 601, Trojan 200 Kabinenroller, Vauxhall Victor und Wartburg 311 |
| A-Ford Museum De Tullekensmolen    | Beekbergen                 | Autos von Ford                                               | 20                       | 2017  | Ford Modell A, Modell N, Modell T und Ford V8 |
| De Wolfsburcht                     | Aalburg                    | Autos von VW                                                 | 19                       | 2017  | Hot Rod Buggy, VW 1600 TL, 181, 412, Käfer, Karmann-Ghia und Typ 2 |
| Healey Museum                      | Vreeland                   | Autos mit Verbindung zu Donald Healey                        | 15                       | 2014  | Austin-Healey 100, 3000, Austin-Healey Sprite und Prototypen, Ford Fiesta by Healey, Healey Duncan, Le Mans, Silverstone und Sportsmobile |
| Oldtimermuseum De Ronkel           | Kloosterburen              | Autos, Schwerpunkt Kleinwagen                                | 12                       | 2002  | Mochet 1948, Simca 5 1938, Velorex Dreirad 1958 und Vespa 400 1958 |
| Nobels Nostalgisch Museum          | Ballum                     | Nostalgiemuseum mit Autos und Motorrädern                    | 11                       | 2014  | Cadillac Typ 30, Delage Type H, Ford A, S und T, Hupmobile 20, Millot und Rochet-Schneider |
| Saabmuseum d’Oude Bolneus          | Woerden                    | Autos von Saab                                               | 10                       | 2014  | Saab 92, 93, 95, 96 und Sonett |
| Rijksmuseum Paleis Het Loo         | Apeldoorn                  | Ehemaliger Königspalast mit kleiner Autoausstellung          | 6                        | 2001  | Minerva Landaulet 1925 und Winton Six 1924 |
| Renobilia                          | Bergambacht                | Autos von Renault                                            |                          |       | |
| The Rambler AMC Museum             | Berlikum                   | Autos der Marken der American Motors Corporation und Rambler |                          |       | |
| Zeeuwse Schuur Museum              | Biggekerke bei Middelburg  | Autos                                                        |                          |       | |
| Škoda Museum Nederland             | Doornenburg                | Autos von Škoda                                              |                          |       | |
| Museum Pakhuis Koophandel          | Leeuwarden                 | auch Autos                                                   |                          |       | |
| Volvomuseum                        | Loosdrecht                 | Autos von Volvo                                              |                          |       | |
| Staalduinen Museum                 | Maasdijk bei Maassluis     | Autos                                                        |                          |       | |
| Grootmoederstijd en Motoren Museum | Niedorp                    | Motoren und einige Autos                                     |                          |       | |
| De Autostal                        | Nieuwerkerk aan den IJssel | Autos                                                        |                          |       | |
| Museum Van Alles En Nog Wat        | Nieuwkoop                  | auch Autos                                                   |                          |       | |
| Saab Museum Overschild             | Overschild bei Slochteren  | Autos von Saab                                               |                          |       | |
| Mercedes Museum                    | Valkenswaard               | Autos von Mercedes-Benz                                      |                          |       | |
| Achterhoeks Oldtimer Museum        | Varsseveld                 | Autos                                                        |                          |       | |
| Cats and Caddies                   | Witmarsum                  | Autos von Cadillac                                           |                          |       | |